# Europäisches Umweltinformations- und Umweltbeobachtungsnetz
Das Europäische Umweltinformations- und Umweltbeobachtungsnetz (EIONET, engl. European Environment Information and Observation NETwork) ist ein Umweltinformationssystem der Europäischen Umweltagentur.
Zweck ist es, aktuelle und qualitätsgesicherte Daten, Informationen und Expertisen über den Zustand und die Einflussfaktoren auf die Umwelt in Europa bereitzustellen. Dies soll die Europäische Umweltpolitik in die Lage versetzen, die Umwelt auf nationaler und europäischer Ebene wirksam zu schützen und die Auswirkungen und die Effektivität von Umweltschutzmaßnahmen zu überprüfen.
Die Werkzeuge des EIONET sind unter anderem Geoinformationssysteme sowie zahlreiche andere angeschlossene Informationssysteme im Umweltbereich, Open-Source-Softwaretools, die öffentlich zur Verfügung gestellt werden, ein Wiki, Dokumentenmanagementsysteme und Verzeichnisse zur Erleichterung der internationalen Zusammenarbeit wie der mehrsprachige Umwelt-Thesaurus GEMET.